# Анализ воды
Анализ воды — метод исследования свойств и качеств воды. Применяется для определения количества различных веществ в составе воды, находящейся в контакте с человеком в промышленных и бытовых целях, либо в научных.

## Типы воды для анализа
Вода для анализа классифицируется по способу её использования:
- Питьевая вода.
- Вода питьевая, расфасованная в ёмкости (бутилированная).
- Природная вода:
  - поверхностная вода — вода, постоянно или временно находящаяся в поверхностных водных объектах (реки, озера, пруды, ручьи, болота, атмосферные осадки (дождевая и снеговая вода)),
  - грунтовая (родники, колодцы),
  - дренажная вода — воды, отвод которых осуществляется дренажными сооружениями для сброса в водные объекты (кроме полигонов бытовых и промышленных отходов),
  - подземная вода — воды, в том числе минеральные, находящиеся в подземных водных объектах (скважины).
- Технологическая вода:
  - дистиллированная вода,
  - бидистиллированная вода,
  - деионизованная вода,
  - воды котельных и контуров охлаждения,
  - диализная вода,
  - дочищенная вода (растворы).
- Сточная вода.

Соответственно каждому типу классификации существуют свои рекомендуемые методы измерения, предельно допустимые концентрации (ПДК) содержащихся веществ, установленные санитарными правилами и нормами (СанПиН). Для каждого метода измерения существует свой набор показателей, по которым и исследуются пробы воды.

## Методы анализа воды и используемые при анализе показатели
| Методы анализа воды                                    | Используемые при анализе показатели |
| ------------------------------------------------------ | --- |
| фотометрический                                        | нефтепродукты нитриты; нитраты; фосфаты; общий фосфор; суммарное содержание анионных синтетических поверхностно-активных веществ (СПАВ (анионные)); хром III-валентный; хром VI-валентный; хром общий; химическое потребление кислорода (ХПК); цианиды; формальдегиды; сульфиды и сероводород |
| Гравиметрический                                       | взвешенные вещества; сухие и прокалённые остатки; жиры; нефтепродукты |
| Титриметрический                                       | растворенный кислород; хлориды; биохимическое потребление кислорода (БПК); |
| ИК-спектрометрический                                  | нефтепродукты; жиры |
| Потенциометрический                                    | водородный показатель (рН); фториды |
| [bse.sci-lib.com/article081442.html Нефелометрический] | неионогенные поверхностно-активных вещества (НПАВ) |
| Манометрический                                        | биохимическое потребление кислорода (БПК) |

## Загрязнители воды
Содержание вещества, растворенного в воде, не превышающее установленных норм, загрязнителем не является. Это относится к любой воде — от дистиллированной до неочищенной сточной. Только в случае превышения ПДК вещество является загрязнителем. Нормы содержания различных веществ для разных типов вод отличаются. Вещества, которые могут содержаться в воде, можно классифицировать по-разному:
- По типу соединений — органические и неорганические.

На сегодняшний день большая часть загрязнителей — органические соединения, так как большинство из них имеет искусственное происхождение, и списки веществ, требующих нормирования, пополняются за счёт органических соединений.
- По источнику попадания в воду — природные или антропогенные.

Если какое-то вещество присутствует в земной коре, оно также будет присутствовать и в воде. Загрязнители, попадающие в воду в результате деятельности человека, могут увеличивать содержание уже имеющегося ингредиента или вносить вещество, которое ранее в воде не присутствовало. Концентрация этих веществ может быть различной.
- По содержанию в воде (и в живых организмах, в первую очередь) — макро- и микроэлементов.

Солесодержание или минерализация воды складывается из макроэлементов, присутствующих в десятках и даже сотнях мг на литр. Это, как правило, хлориды, сульфаты, гидрокарбонаты (анионы), кальций, магний, калий, натрий (катионы). Макроэлементы обладают оптимальными ионными и атомными радиусами, электронным строением для образования биомолекул. Отношение этих веществ в воде может варьировать. 
Микроэлементы содержатся в воде в очень низких концентрациях  от десятых долей мг в литре, до мкг, и подразделяются на необходимые, токсичные и эссенциальные. К микроэлементам относятся, например, тяжелые металлы, ПДК некоторых из них очень жесткая. Их действие на живой организм может проявиться даже в очень небольших дозах, безопасные концентрации слишком малы, поэтому дополнительное попадание в воду токсичных и эссенциальных элементов может негативно сказаться на здоровье потребителей. Некоторые тяжёлые металлы (и не только), напротив, входят в состав витаминов, как необходимые для здоровья, вещества.
- По лимитирующим показателям вредности — органолептические, общесанитарные и санитарно-токсикологические.

К органолептическим относятся не только те показатели, которые можно оценить органами чувств, но и те, которые способны изменить органолептические свойства воды, например, вызвать запах, появление пены или плёнки на поверхности воды. По классу опасности — от малоопасных до чрезвычайно опасных. 
Существуют и другие классификации, но в нормировании воды учитываются именно перечисленные выше условия.

### Железо
В подземных водах присутствует, в основном, растворенное двухвалентное железо в виде ионов Fe2+. 
Трехвалентное железо появляется после контакта такой воды с воздухом и в изношенных системах водораспределения при контакте воды с поверхностью труб. В поверхностных водах железо уже окислено до трехвалентного состояния и, кроме того, входит в состав органических комплексов и железобактерий.
Норматив содержания железа общего в питьевой воде — не более 0,3 мг/л. Содержание железа в воде выше норматива способствует накоплению осадка в системе водоснабжения, интенсивному окрашиванию сантехнического оборудования. 
Железо придаёт воде неприятную красно-коричневую окраску, ухудшает её вкус, вызывает развитие железобактерий, отложение осадка в трубах и их засорение. Высокое содержание  железа в воде приводит к неблагоприятному воздействию на кожу, может сказаться на морфологическом составе крови, способствует возникновению аллергических реакций. Также железо отрицательно влияет на репродуктивную систему.

### Жёсткость воды
(суммарное содержание солей кальция и магния)
По нормам ВОЗ, оптимальная жесткость питьевой воды составляет 1,0-2,0 мг-экв/л. 
Как правило, уровень жесткости природных вод значительно выше этих значений. В бытовых условиях избыток солей жесткости приводит к зарастанию нагревающихся поверхностей в бойлерах, чайниках, трубах, отложению солей на сантехарматуре и выводу её из строя, а также оставляет налёт на волосах и коже человека, создавая ощущение их «жесткости». При стирке, взаимодействуя с ПАВами мыла или стиральных порошков, соли жесткости связывают их и требуют большего расхода. В пищевой промышленности жесткая вода ухудшает качество продуктов, вызывая выпадение солей при хранении.
В энергетике случайное кратковременное попадание жесткой воды в систему очень быстро выводит из строя теплообменное оборудование, трубопроводы. Даже небольшой слой отложений солей на поверхности теплообменного оборудования приводит к резкому снижению коэффициента теплопередачи и увеличению расхода топлива. Поэтому жесткость воды для этих целей ограничена очень малыми значениями 0,03-0,05 мг-экв/л.

### Медь
Медь и её соединения широко распространены в окружающей среде, поэтому их часто обнаруживают в природных водах. Концентрации меди в природных водах обычно составляют десятые доли мг/л, в питьевой воде могут увеличиваться за счёт вымывания из материалов труб и арматуры. Медь придаёт воде неприятный вяжущий привкус в низких концентрациях, что и лимитирует её содержание в питьевой воде. Это обстоятельство необходимо учитывать при выборе источника водоснабжения для производства бутилированной питьевой воды. В случае обнаружения меди в питьевой воде в количестве более 1,0 мг/л, проводят корректировку состава воды с помощью катионообменных смол.

### Органические соединения
В воде источников водоснабжения обнаружено несколько тысяч органических веществ разных химических классов и групп.
Органические соединения природного происхождения (гуминовые вещества, различные амины) и техногенного происхождения (поверхностно-активные вещества) способны изменять органолептические свойства воды (запах, привкус, окраска, мутность, способность к пенообразованию, пленкообразование), что позволяет их выявить и ограничить содержание в питьевой воде. В то же время огромное число органических соединений весьма неустойчивы и склонны к непрерывной трансформации, поэтому непосредственное определение концентрации органических веществ в питьевой воде затруднительно, из-за чего содержание их принято характеризовать косвенным путём в мг О2/л, определяя, например, перманганатную окисляемость питьевой воды.
Значение перманганатной окисляемости выше 20 мг О2/л свидетельствует о содержании в воде легко окисляющихся органических соединений, многие из которых отрицательно влияют на печень, почки, репродуктивную функцию организма. При обеззараживании такой воды хлорированием образуются хлоруглеводороды, значительно более вредные для здоровья населения.
Если при анализе пробы воды обнаружено, что значение перманганатной окисляемости выше 5, а тем более 20 мг О2/л, такая вода требует очистки от органических загрязнений.

### Нитраты
В поверхностных и подземных источниках воды присутствуют соединения азота в виде нитратов и нитритов. В настоящее время происходит постоянный рост их концентрации из-за широкого использования нитратных удобрений, избыток которых с грунтовыми водами поступает в источники водоснабжения. Согласно санитарным правилам и нормам, в воде централизованного водоснабжения содержание нитратов не должно превышать 45 мг/л, нитритов — 3 мг/л.

Нитраты в концентрации более 20 мг/л оказывают токсическое действие на организм человека. Постоянное употребление воды с повышенным содержанием нитратов приводит к заболеваниям крови, сердечно-сосудистой системы.

При обнаружении в пробе воды нитратов в количестве выше норматива прибегают к очистке воды с помощью обратного осмоса или ионного обмена.

## Допустимые сбросы в воду
Предельно допустимый сброс (ПДС или ДС).

## Методики выполнения измерений качества воды
Существует ряд методик выполнения измерений, внесённых в Федеральный реестр МВИ.
Примеры методик:
- ЦВ 1.01.11-98 «А» — Методика выполнения измерений щелочности в пробах питьевой и природной воды титриметрическим методом
- ЦВ 1.01.14-98 «А» — Методика выполнения измерений пермангантной окисляемости проб питьевых и природных вод
- ЦВ 1.01.15-00 «А» — Методика выполнения измерений биохимического потребления кислорода (БПК5) в пробах питьевых и природных вод титриметрическим методом

## Классы загрязнённости воды
Для оценки качества воды в реках и водоёмах их разделяют по загрязнённости на классы от 1 (условно чистая) до 5(экстремально грязная). Класс 3 имеет подклассы а и б, а класс 4 имеет подклассы а, б, в, г.
Классы основаны на интервалах удельного комбинаторного индекса загрязненности воды (УКИЗВ) в зависимости от количества критических показателей загрязнённости (КПЗ). Значение УКИЗВ определяется по частоте и кратности превышения ПДК по нескольким показателям и может варьировать в водах различной степени загрязненности от 1 до 16 (для чистой воды 0). Большему значению индекса соответствует худшее качество воды.